# Firing Line
Firing Line (também conhecido como Firing Line with Margaret Hoover) é um programa de televisão apresentado por Margaret Hoover na emissora de TV pública norte-americana PBS.